# Mosqueruela
Mosqueruela – gmina w Hiszpanii, w prowincji Teruel, w Aragonii, o powierzchni 265,03 km². W 2011 roku gmina liczyła 621 mieszkańców.